# Volmachtdrager
Volmachtdragers zijn mensen die in België in dienst van de vakbonden werken. Zij mogen voor arbeiders en bedienden rechtszaken voeren tegen werkgevers voor de arbeidsrechtbank en het arbeidshof (artikel 728 § 3 Gerechtelijk Wetboek). Een volmachtdrager is geen advocaat. Hij doet wel hetzelfde werk als een advocaat, maar dan alleen voor arbeiders en bedienden en alleen voor de arbeidsrechtbanken en arbeidshoven.
In principe mag alleen iemand zichzelf voor een rechtbank verdedigen of zich laten verdedigen door een advocaat (artikel 728 § 1 Gerechtelijk Wetboek). Advocaten hebben immers een pleitmonopolie (artikel 440 Gerechtelijk Wetboek). Dat betekent dat enkel advocaten mensen mogen vertegenwoordigen voor de rechtbanken. Op het pleitmonopolie van de advocaten bestaan uitzonderingen. Een van die uitzonderingen zijn de volmachtdragers van de vakbonden.

## Oorsprong naam
De volmachtdrager moet aan de arbeidsrechtbank met een schriftelijke volmacht kunnen bewijzen dat hij een bepaalde arbeider of bediende vertegenwoordigt. De arbeider of bediende moet aan de volmachtdrager dus een schriftelijke volmacht geven om hem de opdracht te geven een procedure voor de arbeidsrechtbank te voeren. Vakbonden hebben hiervoor modelformulieren.
Dat is anders bij advocaten. Als een advocaat voor een rechtbank verschijnt, mag de rechtbank hem niet vragen om te bewijzen dat hij een bepaald persoon vertegenwoordigt (artikel 440 Gerechtelijk Wetboek). Als de advocaat tegen de rechtbank zegt dat hij een bepaald persoon vertegenwoordigt, moet hij op zijn woord geloofd worden.

## Voordelen
Een van de voordelen van volmachtdragers is dat een arbeider of bediende zich zeer goedkoop kan laten verdedigen voor de arbeidsrechtbank of voor het arbeidshof. De arbeider of bediende hoeft geen ereloon te betalen aan de volmachtdrager. De arbeider of bediende moet alleen lid zijn van de vakbond en zijn maandelijks lidgeld betalen. Ook de gerechtskosten zal de vakbond betalen.
Een ander voordeel van volmachtdragers is dat zij gespecialiseerd zijn in arbeidsrecht en sociale zekerheidsrecht. Aangezien zij niets anders doen dan zaken voor de arbeidsrechtbanken en arbeidshoven, hebben zij hierin veel kennis en ervaring opgebouwd.